# Шваб, Карел
Карел Шваб (чеш. Karel Šváb; 13 мая 1904, Прага — 3 декабря 1952, Прага) — чехословацкий коммунист, функционер КПЧ и Службы госбезопасности (StB), заместитель министра национальной безопасности с сентября 1950 по февраль 1951. Активный участник политических репрессий режима Клемента Готвальда. В 1951 арестован, в 1952 осуждён по процессу Сланского и казнён через повешение. Впоследствии реабилитирован.

## Происхождение
Родился в чешской рабочей семье. Мартин Шваб, отец Карела Шваба, был каменщиком и социал-демократическим активистом. Вскоре после рождения Карела семья переехала из Австро-Венгрии в Германию. Карел Шваб окончил начальную школу в Хемнице, работал слесарем на фабрике в Штеркраде. В 1918 участвовал в рабочих протестах.

## Коммунист и заключённый
В 1919 Карел Шваб вернулся в Прагу и вступил в Социал-демократическую партию. При расколе 1921 Карел и Мартин Швабы примкнули к радикально-марксистскому крылу и стали членами образованной на его основе Коммунистической партии Чехословакии (КПЧ). Карел Шваб работал в редакции Руде право, руководил коммунистической спортивной организацией. Год стажировался в СССР. Во второй половине 1930-х занимался оказанием помощи немецкому антинацистскому подполью.
При нацистской оккупации Чехословакии 25 марта 1939 Карел Шваб был арестован гестапо и заключён в тюрьму. 19 декабря 1939 отправлен в Заксенхаузен. В концлагере Карел Шваб руководил подпольной ячейкой, организовал связь чешских заключённых с членами Компартии Германии. Впоследствии некоторые действия Шваба в концлагере вызывали упрёки и подозрения, однако доказательных обвинений не выдвигалось.
Был освобождён советскими войсками 2 мая 1945 после марша смерти.

## В репрессивном аппарате
Вернувшись в Чехословакию, Карел Шваб занимал высокие должности в аппарате КПЧ. Возглавлял профсоюзный отдел, затем отдел безопасности ЦК. Специализировался на сборе компромата и конфиденциальной информации политического характера, организовал сеть осведомителей КПЧ в некоммунистических партиях. Созданная Швабом информационная система, связи в Корпусе национальной безопасности и Службе госбезопасности (StB) сильно укрепили его политическое влияние.
Политический кризис февраля 1948 завершился установлением монопольной власти КПЧ. Карел Шваб состоял в Комиссии ЦК по безопасности, курировал операции StB. Активно участвовал в партийных чистках и политических репрессиях. Действовал в тесном контакте с министром внутренних дел Вацлавом Носеком и его заместителем Йиндржихом Веселы.
Карел Шваб лично участвовал в арестах и допросах с применением пыток. Был ведущим следователем по делу и организатором процесса Милады Гораковой, санкционировал её осуждение и казнь. Контролировал ход операции по подавлению вооружённой подпольной организации Гостинские горы.
В 1949 Клемент Готвальд направил Карела Шваба в Будапешт для ознакомления с процессом Ласло Райка. По возвращении Шваб был назначен руководителем спецгруппы StB, напрямую подчинённой президенту Готвальду и генеральному секретарю КПЧ Рудольфу Сланскому. Перед спецгруппой ставилась задача масштабного внутреннего расследования в КПЧ.
5 сентября 1950 Шваб был назначен заместителем главы Министерства национальной безопасности (МНБ) Ладислава Копршивы. Создание МНБ означало ставку Готвальда и советских представителей на новый карательный орган, в противовес МВД. Предполагалось, что очередной цикл репрессий и чисток будет осуществлять ведомство Копршивы—Шваба.

## Арест, суд, казнь
Соотношение сил в партийно-силовых кругах быстро менялось. 6 октября 1950 органами StB был арестован член ЦК КПЧ Отто Шлинг. Ему предъявили обвинение в антиправительственном заговоре. К делу Шлинга была привлечена сестра Карела Шваба Мария Швермова — член Президиума ЦК КПЧ, вдова Яна Швермы. Сам Шваб вскоре был обвинён в укрывательстве заговорщиков. 16 февраля 1951 Карел Шваб был арестован и исключён из КПЧ. На посту в МНБ его сменил Антонин Прхал, производивший арест Шлинга.
Первоначально предполагалось, что Шлинг и его сообщники, включая Швермову и Шваба, будут осуждены за подготовку свержения Готвальда и Сланского. Однако в ноябре 1951 года был арестован и Рудольф Сланский. Сценарий процесса был изменен — Сланского самого определили в главари заговора.
На процессе Сланского Карел Шваб был приговорён к смертной казни и повешен вместе с десятью другими осуждёнными 3 декабря 1952. Последними его словами были: «Да здравствует Советский Союз, да здравствует Коммунистическая партия Чехословакии».

## Реабилитация и память
Посмертная реабилитация осуждённых по процессу Сланского состоялась 12 июля 1963 (главой КПЧ и ЧССР был тогда Антонин Новотный). При этом Шваб не был посмертно восстановлен в КПЧ — из-за «нарушений социалистической законности» при собственном участии в репрессиях. Решение о реабилитации было принято тайно и не подлежало огласке. Публичная информация появилась только в 1968, в период Пражской весны.
Мария Швермова прошла по параллельному «делу региональных секретарей» и в 1954 приговорена к пожизненному заключению. Освобождена в 1956. Во время Пражской весны была награждена орденом Республики. Впоследствии примыкала к диссидентам, подписала Хартию-77.
Карел Шваб выведен как персонаж в чешском историко-биографическом фильме Milada о судьбе Милады Гораковой. Эту роль исполняет Мариан Митас.